# Sancha de Aragão, Condessa de Urgel
Sancha de Aragão (Jaca, c. 1045 – Santa Cruz de la Serós, 5 de abril ou 16 de agosto de 1097) foi uma infanta de Aragão por nascimento. Ela foi condessa de Urgel pelo seu casamento com Armengol III de Urgel. Como irmã do rei Sancho I de Aragão, durante o seu reinado, Sancha desempenhou uma papel importante em consolidar o reino de Aragão, o qual havia sido fundado pelo pai, em 1035. Apesar de não ter se tornado freira após ficar viúva, foi responsável pela administração da Abadia de Santa Cruz, e mais tarde, pela diocese de Pamplona. 

## Família
Sancha foi filha de Ramiro I de Aragão e de sua primeira esposa, Ermesinda de Foix.
Os seus avós paternos eram Sancho Garcês III de Pamplona e Sancha de Aibar, amante do rei. Os seus avós maternos eram o conde francês Bernardo I Rogério de Foix e Garsenda, Condessa de Bigorre. 
Ela teve quatro irmãos: Teresa, primeira esposa do conde Guilherme VI Bertrando de Provença; Sancho I, rei de Aragão e Pamplona, que foi primeiro casado com Isabel de Urgel, Duquesa de Coimbra e depois com Felícia de Roucy; Garcia Ramires, bispo de Jaca e depois de Pamplona, e Urraca, freira em Santa Cruz de la Serós.

## Biografia
Em data desconhecida, é possível que Sancha tenha se casado com o conde Ponce Guilherme de Tolosa, como sua terceira e última esposa. Ponce era filho de Guilherme III Taillefer e de Ema da Provença. Ele não tiveram filhos juntos, e teriam permanecido juntos até a morte dele, em 1060. No entanto, esse casamento apenas é mencionado na Crónica de San Juan de la Peña, e nenhuma outra fonte o confirma.
Por volta de 1063 ou 1065, a infanta aragonesa se casou com o conde Armengol III de Urgel, filho de Armengol II de Urgel e de sua segunda esposa, Constança de Besalú. Ela já tinha sido casado duas vezes antes. Logo, no entanto, Armengol veio a falecer em fevereiro ou março de 1065, sem ter tido filhos com Sancha.
Como uma viúva de aproximadamente 20 anos de idade apenas, a condessa permaneceu, por algum tempo, no Condado de Urgel, e apareceu em atos do governo ao lado do enteado, Armengol IV, filho da primeira esposa de Armengol III, Adelaid e de Besalú. No dia 12 de abril de 1065, ela fez uma doação em benefício da alma do marido.
Quando Sancha finalmente retornou ao seu país natal, ela entrou no Convento de Santa Maria, em Santa Cruz de la Serós, em 1070, onde sua irmã, Urraca, já era freira, tendo ingressado na Igreja a pedido do pai. Era o convento mais antigo de Aragão, fundado em 922. A outra irmã, Teresa, também adentrou a casa religiosa, provavelmente sob as ordens do irmão, Sancho I, pois, na época, nenhuma marido adequado pôde ser achado para ela. Quanto a condessa viúva, ela provavelmente não se tornou uma freira, mas parece ter agido como administradora do convento. Ela era a beneficiária das doações do irmão, e suas propriedades formavam quase um apanágio da família real. Essas terras formariam o núcleo do território do mosteiro no futuro.
No dia 27 de outubro de 1070, no átrio da Abadia de Santa Cruz, diante da abadessa e as freiras, Sancha de Aibar, mãe do rei Ramiro I e avó de Sancha, deu para a neta o Mosteiro de Santa Cecília de Aibar junto ao seu direito subordinado e receitas, além da Vila Miranda em Cinco Villas, e a propriedade de San Pelágio de Atés. A Sancha mais velha havia recebido a propriedade de Aibar e o mosteiro da antiga rainha Jimena Fernandes, a avó de Ramiro. Já do filho, Sancha recebeu Miranda e Pelágio após ele ter se tornado rei. Assim, após presentear a neta, ela se juntou ao convento de Santa Cruz. A Sancha mais nova aproveitou, então, os lucros de suas aquisições até sua morte, quando as suas terras passaram para o convento. Essa doação e suas estipulações servem como evidência de que a infanta, embora ainda fosse jovem, não tinha intenção de se casar novamente.
No ano de 1078, Sancha, agindo em nome de Santa Cruz, trocou algumas terras com o Mosteiro de Leyre. No ano seguinte, em 1079, ela fez algo similar com o Mosteiro de San Juan de la Peña, porém, desta vez, estava acompanhada pela abadessa de Santa Cruz, Mindonia. Ela também administrava a Abadia de San Pedro de Siresa. Em 1080, ela foi testemunha do testamento do conde Sancho Galindez.
Sancha tinha a confiança do irmão, o rei. Ela julgava caso junto ao irmão e cunhada, a rainha, e confirmava diplomas reais. Em 1082, durante uma disputa entre os irmãos, Sancho deu a administração e as receitas da diocese de Pamplona para Sancha. Ela geriu a diocese até a eleição de um novo bispo, Pedro de Roda, em 1083. Em sua administração da Abadia de Santa Cruz e da diocese de Pamplona, a infanta trabalhou em promover a Reforma gregoriana. Sancha, possivelmente, era a aliada mais importante que o Papa Gregório VII tinha na Península Ibérica na época.

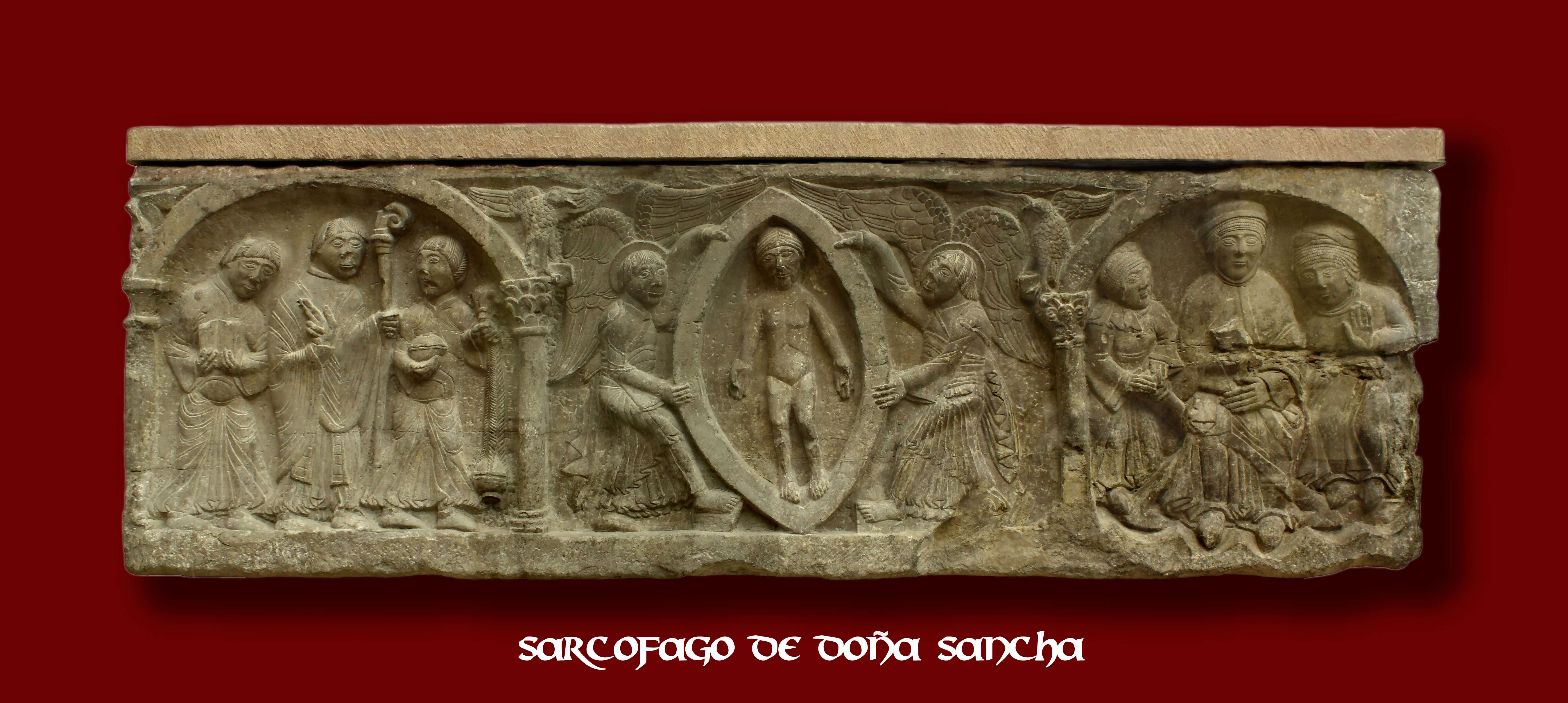
Sarcófago da infanta.

Sancha esteve presente, no data de 4 de dezembro de 1094, quando a Igreja de San Juan de la Peña foi consagrada, e o corpo do irmão, Sancho, foi enterrado. Em 17 de dezembro de 1096, ela e o sobrinho, o rei Pedro I, confirmaram a doação feita por Pedro de Roda, recém nomeado bispo de Huesca, ao Mosteiro de Saint-Pons-de-Thomières (hoje na França), após a conquista da cidade de Huesca. Em 5 de abril de 1097, ela confirmou a doação do sobrinho da Catedral de Huesca para a igreja.
Sancha provavelmente faleceu em alguma data entre 5 de abril a 16 de agosto de 1097, quando tinha cerca de 52 anos, e foi sepultada no Mosteiro Real dos Beneditinos na cidade de Jaca. Seu sarcófago foi produzido sob as ordens do sobrinho, Pedro I. Em 1622, seu corpo foi transferido para Santa Cruz de la Séros, onde permanece até hoje.